# Cyrtopodaceae
Cyrtopodaceae là một họ rêu trong bộ Hypnodendrales.